# Ercole Gennari
Ercole Gennari (Cento, 10 marzo 1597 – Bologna, 27 giugno 1658) è stato un pittore italiano.

## Biografia

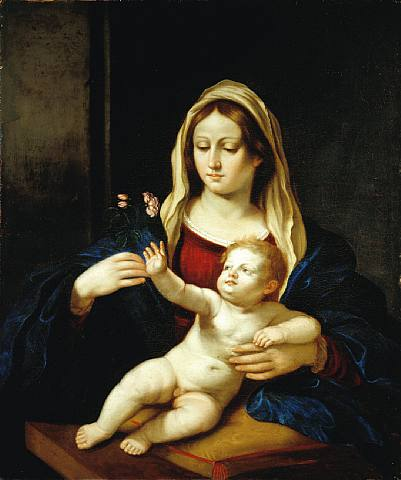
Madonna col Bambino

Figlio del pittore Benedetto e di Giulia Bovi, fu battezzato nella collegiata di San Biagio, a Cento, il 10 marzo 1597.
Dopo i primi studi, intraprese la professione di chirurgo e, conoscendo il pittore Guercino, che era stato allievo di suo padre, ne frequentò spesso la casa, fino a sposare la sorella Lucia nel 1628 e ad apprendere, sotto la guida del cognato, il disegno e la pittura, come il fratello maggiore Bartolomeo. Il biografo Calvi gli attribuisce la Madonna col Bambino e san Felice di Cantalice - oggi alla Pinacoteca di Cento, attribuita anche al fratello Bartolomeo - e una Trinità con i santi Orsola, Francesco e Antonio, nei quali il Gennari imita lo stile maturo del Maestro.
Dopo la morte del fratello del Guercino, Paolo Antonio, principale collaboratore e amministratore dei suoi affari, andò a vivere con la moglie e i figli Benedetto e Cesare, a Bologna, in casa del Maestro il quale, senza una famiglia propria, aveva necessità che qualcuno curasse i rapporti con i clienti e amministrasse i propri beni, che egli lasciò in eredità ai giovani nipoti ai quali aveva anche insegnato a dipingere.
Ercole Gennari fu sepolto nella cappella di famiglia della chiesa bolognese di San Nicola degli Albari.